# Trixis praestans
Trixis praestans là một loài thực vật có hoa trong họ Cúc. Loài này được (Vell.) Cabrera miêu tả khoa học đầu tiên năm 1936.